# Фірлюк мінливобарвний
Фірлюк мінливобарвний (Mirafra fasciolata) — вид горобцеподібних птахів родини жайворонкових (Alaudidae). Мешкає в Південній Африці.

## Опис
Довжина птаха становить 13—15 см, вага 26—44 г. Виду не притаманний статевий диморфізм.
Верхня частина тіла коричнева або рудувато-коричнева, у північних підвидів сірувато-коричнева. Горло білувате, поцятковане коричневими плямками. Нижня частина тіла білувата або кремова. Крила коричневі. Дзьоб коричнювато-роговий, лапи рудуваті, очі світло-карі.

## Таксономія
Мінливобарвний фірлюк вважався конспецифічним з лучним фірлюком до розділення в 2009 році. Мінливобарвний і лучний фірлюки утворюють надвид з коричневим фірлюком, який мешкає північніше.

### Підвиди
Виділяють п'ять підвидів:
- M. f. reynoldsi Benson & Irwin, 1965 — північна Намібія, північна Ботсвана, південно-західна Замбія;
- M. f. jappi Traylor, 1962 — західна Замбія;
- M. f. nata Smithers, 1955 — північно-східна Ботсвана;
- M. f. damarensis Sharpe, 1875 — північна і центральна Намібія, західна і центральна Ботсвана;
- M. f. fasciolata (Sundevall, 1850) — південь центральної Ботсвани, північ і центр ПАР.

## Поширення і екологія
Мінливобарвні фірлюки мешкають у Південно-Африканській Республіці, Намібії, Ботсвані, та Замбії. Вони живуть на пасовиськах, у сухих саванах та пустелі Калахарі.

## Поведінка
Мінливобарвні фірлюки харчуються комахами, зокрема мурахами й термітами, а також насінням. Сезон розмноження триває з вересня по лютий. У кладці 2—3 яйця.